# Agrochola flavilinea
Agrochola flavilinea là một loài bướm đêm trong họ Noctuidae.